# Giulio Maggiore
Giulio Maggiore (Genua, 12 maart 1998) is een Italiaans voetballer die doorgaans speelt als middenvelder. In augustus 2022 verruilde hij Spezia voor Salernitana.

## Clubcarrière
Maggiore speelde in de jeugd van Spezia en werd hier in 2012 opgepikt door AC Milan. Na een half jaar keerde hij terug naar Spezia, vanwege een opgelopen blessure en heimwee. In het voorjaar van 2016 tekende Maggiore zijn eerste professionele contract bij Spezia. Zijn debuut in het eerste elftal maakte hij op 20 september van dat jaar, op bezoek bij Trapani. De wedstrijd eindigde in 0–0. Coach Domenico Di Carlo begon met Maggiore op de reservebank en liet hem tien minuten voor tijd invallen. De middenvelder maakte op 11 februari 2017 zijn eerste doelpunt, toen hij negen minuten na rust de score opende op bezoek bij Pro Vercelli. Door een doelpunt van Diego Fabbrini zou Spezia uiteindelijk met 0–2 winnen.
Aan het einde van het seizoen 2019/20 promoveerde Spezia naar de Serie A. Maggiore speelde dat seizoen in vierendertig competitiewedstrijden mee. Het seizoen erop wist Spezia zich te handhaven. Na het vertrek van aanvoerder Claudio Terzi werd Maggiore benoemd tot nieuwe aanvoerder. In de zomer van 2022 maakte de middenvelder voor een bedrag van circa vierenhalf miljoen euro de overstap naar competitiegenoot Salernitana, waar hij zijn handtekening zette onder een verbintenis voor de duur van vier seizoenen. Aan het einde van het seizoen 2023/24 degradeerde hij met Spezia naar de Serie B. Een half jaar later huurde Bari hem tot het einde van het seizoen, met een optie tot koop.

## Clubstatistieken
| Seizoen | Club        | Competitie | Competitie | Competitie | Beker | Beker | Internationaal | Internationaal | Totaal | Totaal |
| Seizoen | Club        | Competitie | Wed.       | Dlp.       | Wed.  | Dlp.  | Wed.           | Dlp.           | Wed.   | Dlp.   |
| ------- | ----------- | ---------- | ---------- | ---------- | ----- | ----- | -------------- | -------------- | ------ | ------ |
| 2016/17 | Spezia      | Serie B    | 27         | 1          | 1     | 0     | —              | —              | 28     | 1      |
| 2017/18 | Spezia      | Serie B    | 30         | 3          | 0     | 0     | —              | —              | 30     | 3      |
| 2018/19 | Spezia      | Serie B    | 23         | 5          | 0     | 0     | —              | —              | 23     | 5      |
| 2019/20 | Spezia      | Serie B    | 34         | 2          | 2     | 0     | —              | —              | 36     | 2      |
| 2020/21 | Spezia      | Serie A    | 33         | 3          | 2     | 2     | —              | —              | 35     | 5      |
| 2021/22 | Spezia      | Serie A    | 35         | 2          | 1     | 0     | —              | —              | 36     | 2      |
| 2022/23 | Salernitana | Serie A    | 16         | 0          | 0     | 0     | —              | —              | 16     | 0      |
| 2023/24 | Salernitana | Serie A    | 27         | 4          | 3     | 0     | —              | —              | 30     | 4      |
| 2024/25 | Salernitana | Serie B    | 12         | 0          | 2     | 0     | —              | —              | 14     | 0      |
| 2024/25 | → Bari      | Serie B    | 13         | 3          | 0     | 0     | —              | —              | 13     | 3      |
| Totaal  | Totaal      | Totaal     | 250        | 23         | 11    | 2     | 0              | 0              | 261    | 25     |

Bijgewerkt op 20 juli 2025.